# Mankeulv
Mankeulven (Chrysocyon brachyurus) er et dyr i hundefamilien. Arten er den eneste i slægten Chrysocyon. Den når en længde på 1,2-1,3 m med en hale på 28-45 cm og vejer 20-23 kg. Den lever i det centrale og østlige Sydamerika. 